# Pisa (zoologia)
Pisa è un genere della famiglia dei Epialtidae.

## Tassonomia
- Pisa armata (Latreille, 1803)
- Pisa calva Forest & Guinot, 1966
- Pisa carinimana Miers, 1879
- Pisa hirticornis (Herbst, 1804)
- Pisa lanata (Lamarck, 1801)
- Pisa muscosa (Linnaeus, 1758)
- Pisa nodipes (Leach, 1815)
- Pisa sanctaehelenae Chace, 1966
- Pisa santaehelenae Chace, 1966
- Pisa tetraodon (Pennant, 1777)